# Musée de la Science (Boston)
Le musée de la Science (Museum of Science en anglais) se trouve dans la ville de Boston (Massachusetts), dans le Nord-Est des États-Unis. Il propose différentes expositions en relation avec la physique, la chimie ou la biologie. Les visiteurs peuvent accéder à un planétarium.

## Histoire
Le musée de la Science de Boston trouve ses origines dans la fondation en 1830 de la société d'histoire naturelle de Boston (Boston Society of Natural History) qui rassemblait des spécimens d'animaux naturalisés. Elle acheta un bâtiment en 1864 dans le quartier de Back Bay et diversifia ses collections. Après 1945, le musée de la Science fut officiellement fondé et s'installa dans le parc de la science (Science Park), où il allait demeurer jusqu'à nos jours. Le musée ouvrit ses portes au public en 1951.